# Jakob May (Fußballspieler)
Jakob May (Lebensdaten unbekannt) war ein deutscher Fußballspieler.

## Karriere
May gehörte dem VfB Leipzig an, für den er von in der Gauliga Sachsen Punktspiele bestritt.
Mit der Mannschaft gewann er den Tschammerpokal 1936, im Finale erzielte er im Berliner Olympiastadion beim 2:1-Sieg über den FC Schalke 04 den Treffer zur 1:0-Führung. In den vorangegangenen Runden erzielte er drei Tore in vier Spielen.

## Erfolge
- Tschammerpokal-Sieger 1936